# سیارک ۳۹۲۵
سیارک ۳۹۲۵ (به انگلیسی: 3925 Tretʹyakov، نامگذاری:1977SS2) سه هزار و نهصد و بیست و پنجمین سیارک کشف شده‌است که در ۱۹ سپتامبر ۱۹۷۷ کشف شد.
قدر مطلق سیارک برابر ۱۰٫۹۰ است.